# 洛希西站
洛希西站（英語：Lochee West railway station）是一個位於蘇格蘭鄧迪洛希的鐵路站，在1861至1916年間提供服務。

## 歷史
車站在1861年啟用時命名為維多利亞站（Victoria），車站北面有一個貨物堆場。1862年，車站易名為坎珀當站（Camperdown），1896年再易名為洛希西站。車站在1916年關閉，不再提供客貨運服務。
| 前一站 | 路線             | 下一站 |
| ------ | ---------------- | ------ |
| 洛希站 | 鄧迪和紐泰爾鐵路 | 利夫站 |